# Microcharon profundalis
Microcharon profundalis là một loài chân đều trong họ Microparasellidae. Loài này được Karaman miêu tả khoa học năm 1940.